# Breznik
Breznik (în bulgară Брезник) este un oraș în partea de vest a Bulgariei. Aparține de  Obștina Breznik, Regiunea Pernik.

## Demografie
Componența etnică a orașului Breznik
     Bulgari (90,73%)
     Romi (4,09%)
     Nicio identificare (5,16%)
     Altele (0,19%)
La recensământul din 2011, populația orașului Breznik era de 4.123 locuitori. Din punct de vedere etnic, majoritatea locuitorilor (90,73%) erau bulgari, cu o minoritate de romi (4,09%). Pentru 5,16% din locuitori nu este cunoscută apartenența etnică.